# Pella (Zuid-Afrika)
Pella is een dorpje in de gemeente Khâi-Ma gelegen in Boesmanland in de Zuid-Afrikaanse provincie Noord-Kaap en licht ten noordwesten van Pofadder een paar kilometers ten zuiden van de Oranjerivier. Het dorp is omstreeks het jaar 1814 gesticht als zendingspost door het Londens Zendingsgenootschap, toen christelijke Khoisan zich in het gebied gevestigden. De naam van het dorp is afgeleid van het Palestijnse dorp Pella, een toevluchtsoord van Christenen in de oudhoud tijdens de vervolging door de Romeinse overheid. Het gebied is bekend voor het voorkomen van halfedelstenen zoals malachiet, jasper en roze kwarts. In de zomer is de gemiddelde temparatuur ongeveer 40°C en het regent er soms jarenlang niet. De lokale economie bestaat voornamelijk uit geiten- en schapenhouderij en het verbouwen van dadels, zoete aardappels en vijgen.

## Geschiedenis

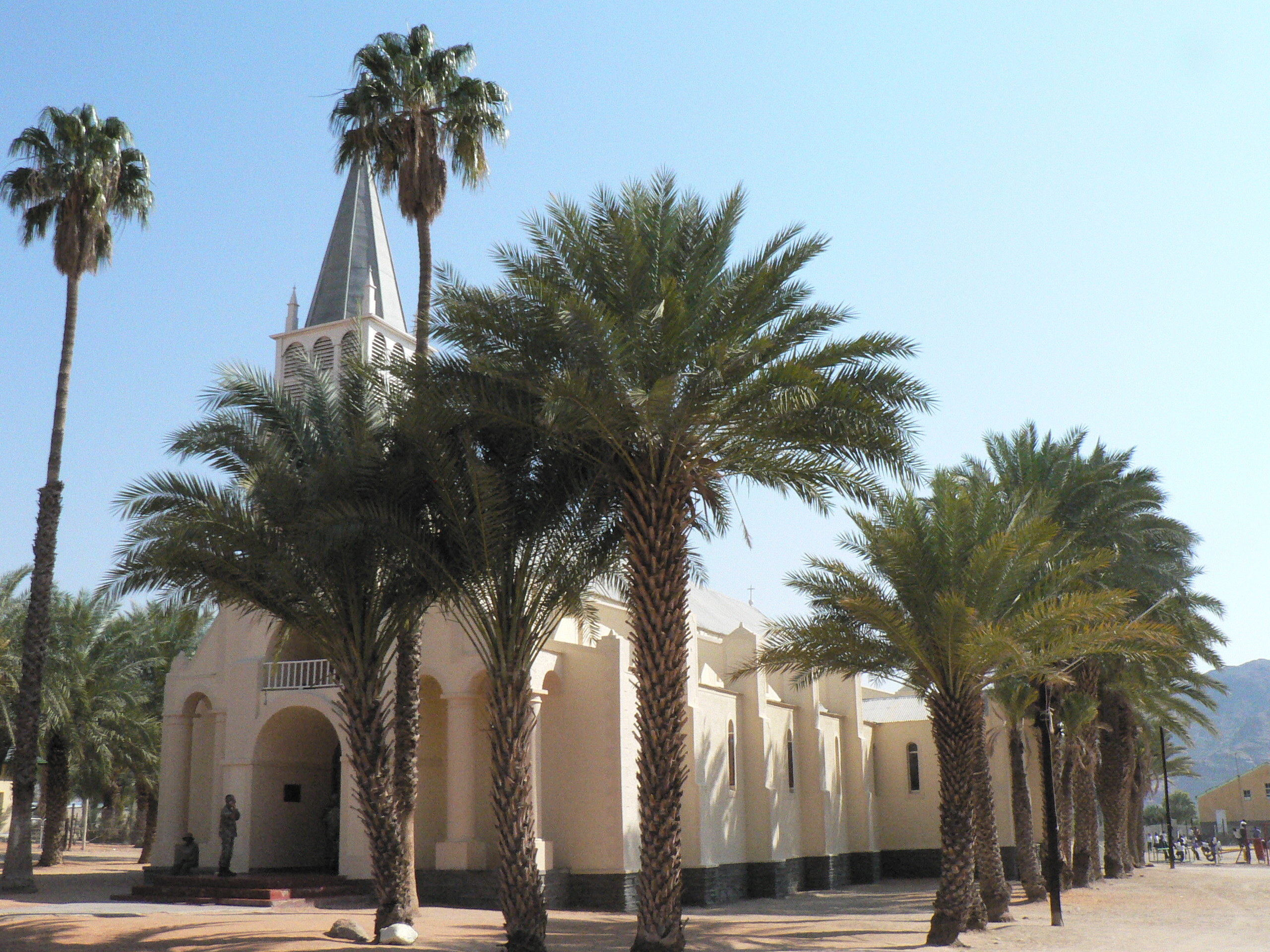
De Kerk van Pella

Oorspronkelijk heette de nederzetting "Cammas Fonteyn", de waterbron werd gebruikt door de plaatselijke Bosjesmannen. In 1776 vestigde een Zuid-Afrikaanse Nederlander genaamd Coenraad Feijt zich daar en leefde in harmonie met de Bosjesmannen. Ondanks het feit dat zij regelmatig het vee stalen van de Nederlandse boeren in het gebied van Hantam. Een dichtbijgelegen boerderij genaamd Aggeneys is later de plaats geworden van de moderne mijnstad met die naam.
In 1814 verhuisde een zendeling genaamd Christian Albrecht uit Namibië met zijn assistanten en bekeerlingen naar Cammas Fonteyn. Zij hadden Namibië verlaten omdat ze daar werden vervolgd door de Orlam, onder leiding van Jager Afrikaner. Hij stichtte een zendelingennederzetting en hernoemde de plaats naar Pella. De missiepost Pella werd door het Londens Zendingsgenootschap verschillende keren verlaten. De redenen hiervoor waren voornamelijk de plaatselijke extreem harde woestijncondities, maar bij een gelegenheid verliet het Zendingsgenootschap de missie nadat een van de zendelingen was vermoord door de Bosjesmannen. Tijdens deze perioden van afwezigheid bleven de Basters en de Bosjesmannen de oase gebruiken. De Bosjesmannen, die jager-verzamelaars waren, stalen regelmatig het vee van gemeenteleden en werden vervolgens als wilde dieren bejaagd door de Nederlandse boeren, de Basters en de Khoikhoi. Pella is later door het Rijnlands Zendingsgenootschap overgenomen en uiteindelijk in 1875 door de Rooms-Katholieke Kerk onder leiding van Franse missionarissen. De kerk van Pella is door hen met grootte inspanningen gebouwd en zij hebben ook de eerste dadelbomen geplant. Vandaag staat Pella bekend voor zijn dadels van hoge kwaliteit.